# FNS番組コレクション2009
FNS番組コレクション2009（えふえぬえすばんぐみこれくしょん2009）は、フジネットワークで2009年に放送された正月特別番組。系列局の自社制作ローカル番組を、お笑い芸人によるプレゼンテーションで紹介した。

## 概要
番組は2本立てとなっており、まず、一部系列局限定で『FNS番組コレクション2009 見本市』と題して放送され、これを同時ネットした局の番組を中心に紹介された。
そして翌朝の番組は『FNS番組コレクション2009〜ご当地限定人気番組大集合!〜』と題してFNSネット。こちらではチュートリアルとバナナマンが、カテゴリーに分けられた系列局の番組について、“おすすめポイント”を挙げながらプレゼンテーションし、4人のゲストがプレゼンテーションの出来を評価する方式が採られた。
この番組のルーツは、1980年代後半に放送されていた『金曜おもしろバラエティ〜さんま・一機のその地方でしか見られない面白そうな番組を全国のみんなで楽しく見ちゃおうとする番組』シリーズである。

## 放送日時
見本市
- 2009年1月4日　0:55-1:55
- 放送した局：フジテレビジョン、関西テレビ放送ほか一部系列局

人気番組大集合!
- 2009年1月4日　7:00-8:00
- 放送した局：テレビ大分以外の系列局

## 取り上げられた番組
重複紹介された番組は※を付し、より大きく取り上げられた側に列挙した。

### 見本市でクローズアップ
- タカアンドトシのどぉーだ!（北海道文化放送）
- ※のりゆきのトークDE北海道（北海道文化放送）
- ※スマイルスタジアムNST（新潟総合テレビ）
- ※すくすくぽん!（東海テレビ放送）
- ※ひろしま満点ママ!!（テレビ新広島）
- ※若っ人ランド（テレビ熊本）

### 人気番組大集合でクローズアップ
- 【お笑い】爆笑一番!（秋田テレビ）
- 【情報】お寺に行こう（さくらんぼテレビジョン、2008年限定放送のため終了）
提供は山形県にも事業展開する仏壇店「吉運堂」。同社のインフォマーシャルまで“おすすめポイント”として挙げられた。
- 【素人参加】弦哲也のFTVカラオケグランプリ（福島テレビ）
- 【グルメ】くさデカ（テレビ静岡）
- 【ご当地スター】新・ふるさと夢紀行（山陰中央テレビジョン放送）
- 【風景】【アナウンサー】※温★時間（おん・たいむ、岡山放送）
『見本市』でもクローズアップ。この番組のみ2カテゴリーにエントリーされた。
- 【動物】ハロー大分（テレビ大分）
- 【アナウンサー】UMKスーパーサタデーJAGA2天国（テレビ宮崎）
『さんさんサタデー』以来の“伝統”があることを改めて示す結果となった。
- 【情報】ひーぷー☆ホップ（沖縄テレビ放送）

### ダイジェストのみ
- 【アナウンサー】あなろぐ an@log（岩手めんこいテレビ）
- 【素人参加】ジュニ体操（仙台放送）
- 【動物】土曜はこれダネッ!（長野放送）
- 【情報】石川さん情報Live リフレッシュ（石川テレビ放送）
- 【グルメ】ふくい浪漫 い〜ざぁええDay（福井テレビジョン放送）
- 【素人参加】ごきげんライフスタイル よ〜いドン!（関西テレビ放送）
- 【ご当地スター】新鮮!まる生愛媛（テレビ愛媛）
- 【アナウンサー】女子アナあわー アナ♥てな（テレビ西日本）
- 【ご当地スター】かちかちワイド（サガテレビ）
- 【情報】できたてGopan（テレビ長崎）
- 【アナウンサー】ナマ・イキVOICE（鹿児島テレビ放送）

## 出演
- 進行：石原良純、中村仁美
- プレゼンター：チュートリアル、バナナマン
- TV品評家（審査員）：中島誠之助、水道橋博士、杉崎美香、関根麻里